# White Anglo-Saxon Protestant

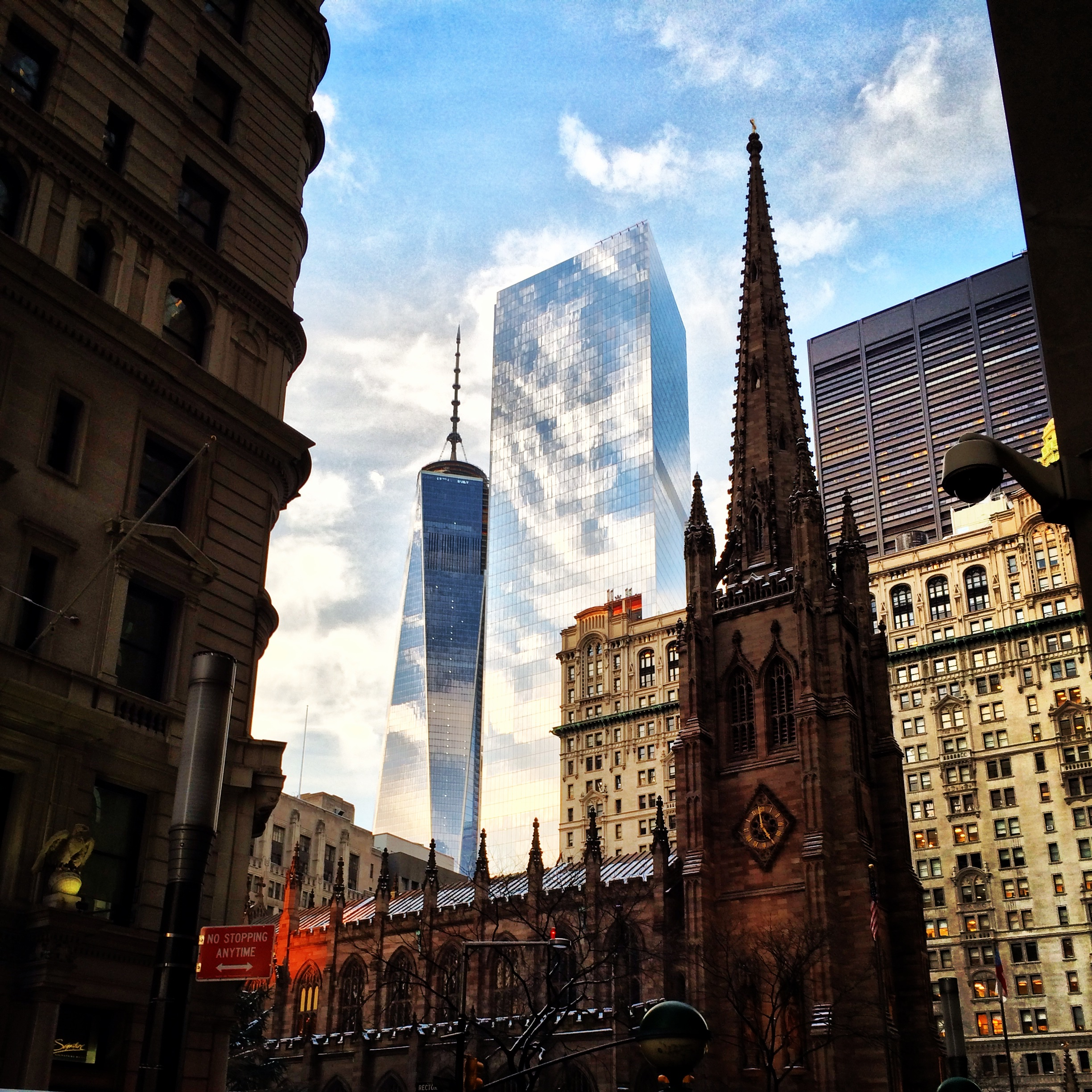
Trinity Church a Manhattan è vista come il simbolo della cultura bianca anglosassone protestante negli Stati Uniti

Con White Anglo-Saxon Protestant (WASP; in italiano bianchi anglosassoni protestanti) si fa riferimento a una categoria sociologica usata per identificare quei cittadini statunitensi, tipicamente di discendenza britannica, facenti parte del ceto alto bianco o dei protestanti storici, principalmente l'élite del protestantesimo tradizionale (mainline). Gli WASP hanno dominato la società, la cultura e la politica degli Stati Uniti d'America per la maggior parte della loro storia. Dagli anni cinquanta del Novecento, la nuova sinistra ha criticato l'egemonia WASP, screditando come parte del cosiddetto establishment. Sebbene l'influenza sociale dei ricchi WASP sia in declino dagli anni Sessanta, il gruppo continua a giocare un ruolo centrale nella finanza, nella politica e nella filantropia statunitense.
Sebbene il termine «anglosassone» si riferisca in senso stretto alle persone di discendenza britannica, è comune per sociologi e altri usare WASP in senso più ampio per includere tutti i protestanti statunitensi di provenienza europea nordoccidentale e settentrionale. WASP è usata anche per indicare alcuni gruppi elitari in Australia, Nuova Zelanda e Canada. Il dizionario del 1998 Random House Unabridged Dictionary afferma che il termine è «talvolta denigratorio e offensivo».

## Etimologia
Questo termine ha avuto significati diversi nel corso della storia e attualmente ha un significato più esteso di quello originario. Con i termini "bianco", "anglo-sassone" e "protestante" si presenta una caratterizzazione razziale, etnica e religiosa di una persona, dunque per definizione non è un termine neutrale, può avere un significato celebrativo o dispregiativo a seconda di chi lo usa. Dato che wasp significa anche "vespa" il termine viene usato per giochi di parole in senso dispregiativo.

## Storia

### Nel Seicento
Nel XVII secolo, al tempo in cui il territorio degli Stati Uniti era una colonia inglese, con WASP ("Bianco Anglo-Sassone Protestante") si intendevano i discendenti degli emigrati provenienti dalla Gran Bretagna, specialmente dall'Inghilterra e dalla Scozia, di religione protestante di tipo presbiteriano, congregazionalista ed episcopale anglicana.

### Nell'Ottocento
Sin dai primi dell'Ottocento il gruppo originale di WASP allocato nella struttura sociale nordamericana era rigidamente chiuso. L'ingresso nelle scuole superiori e poi in un istituto universitario della Ivy League (associazione delle otto più prestigiose università del Nordest) forniva una cultura e un'educazione comuni ai figli degli WASP, fra i quali si creavano fin da giovani quelle amicizie che proseguivano da adulti nel lavoro, influenzando la finanza, la cultura e la politica in modo convergente. I matrimoni fra famiglie dell'alta borghesia conservavano le grandi fortune ereditarie.
Queste persone avevano passatempi comuni nel gioco del polo e nella vela, erano iscritti agli stessi circoli riservati, frequentavano la stessa chiesa e vivevano vicini fra Filadelfia e la parte posteriore della baia di Boston (Boston's Back Bay).

### WASP nel 1900
Nel Novecento gli WASP si sono sparsi nel Midwest e verso ovest in posti come Grand Rapids, in Michigan, e Pasadena, in California, allargando l'influenza e le prospettive del gruppo oltre i loro limiti tradizionali.
L'arrivo di nuovi immigrati e la creazione da parte loro di istituzioni politiche nuove, come a New York e Chicago, di nuovi commerci e accademie hanno parzialmente corroso la concentrazione di ricchezza e di influenza che era nelle mani degli WASP.

### Anni Cinquanta
Dopo gli anni cinquanta i privilegi e la forza della vecchia istituzione protestante hanno incominciato a perdere un po' d'importanza. La riforma della scuola ha permesso un'educazione universitaria anche ai figli degli immigrati e la legislazione sui diritti civili ha abolito le discriminazioni sul posto di lavoro, creando nuove e ampie opportunità economiche e una nuova media borghesia. Tuttavia, in quegli anni, gli WASP hanno mantenuto la supervisione culturale, politica ed economica del paese. Le minoranze che hanno tratto beneficio dalla diminuzione di importanza relativa degli WASP sono state, comunque, soprattutto quelle nordeuropee, in primo luogo scandinavi e tedeschi (che già avevano raggiunto un buon grado di sviluppo dopo il 1900), e gli ebrei (ma con alcuni casi di discriminazione che perdurano fino al principio degli anni sessanta). L'emancipazione di statunitensi di origine polacche, irlandesi e italiane arrivò spesso tra la seconda e la terza generazione, se non dopo; in questo processo, svolse spesso un ruolo importante la loro partecipazione alle guerre americane, in ruoli di prima fila.

### Anni Novanta
Alla fine del secondo millennio "WASP" viene usato per indicare la cultura e il modo di vita di gruppi circoscritti di persone, non solo statunitensi ma genericamente di lingua inglese, stanziatisi anche in altri paesi, come per esempio in Australia.
Dato che gli WASP hanno notevole peso politico nel Partito Repubblicano di destra, in pratica viene considerata una cerchia di potenti, che hanno la tendenza a escludere gli altri gruppi dalle decisioni politiche ed economiche, creandosi invidie e attriti. Perciò, a cominciare dal suo significato, l'uso di questo acronimo viene contestato, anche se non si può misconoscere la loro cultura e la funzione di guida che hanno avuto finora.
Il termine è più usato nella East Coast, la regione orientale del litorale degli Stati Uniti, dove gli WASP si sono stanziati e generalmente è usato per contrapporre gli statunitensi bianchi old stock, di vecchio stampo, ai discendenti degli immigranti europei successivi, quali tedeschi e scandinavi, cattolici francesi e irlandesi-americani, provenienti dall'Irlanda, gli ebrei americani provenienti dall'Europa orientale e altre etnie di pelle bianca. Gli afroamericani sono esclusi per definizione. Secondo uno WASP queste distinzioni non sono fatte per razzismo.
Lungo la costa il loro credo religioso è diminuito, per lasciare posto all'agnosticismo (Thomas Henry Huxley).
Al di fuori delle aree meridionali della Louisiana e della Florida del Sud, dove gli stanziamenti di origine francese e latino-americana sono stati prevalenti, i bianchi del Sud per la maggior parte sono di origine britannica, però, dopo la guerra civile americana, pochi immigranti di tipo WASP si sono stanziati nel Sud e il termine qui è poco usato.
Negli Stati Uniti occidentali, per distinguere gli americani bianchi anglofoni di discendenza britannica dalle persone di origine spagnola di qualsiasi tipo, più che WASP, viene usato Anglo. Qui la distinzione fra britannico-americani e popolazioni di altri ambiti di provenienza europei tende a essere meno prominente che nell'Est, per il motivo che qui la civiltà europea è arrivata con le immigrazioni degli anni dal 1850 fino al 1900, rimanendo gli WASP attestati sulla costa nordorientale.
Secondo il censimento del 2000, negli Stati Uniti i residenti di origine tedesca sono quasi 50 milioni, mentre i residenti di origine inglese (ma anche scozzese, gallese e nordirlandese) sono 36 o 72 milioni, numero che varia a seconda che si includa o no chi abbia nel censimento indicato la propria etnia come "americana". Negli Stati Uniti, dunque, gli WASP, pur detenendo ancora le leve del potere politico ed economico, probabilmente non costituiscono più la maggioranza della popolazione del paese.